# Stefano Bollani
Stefano Bollani, né à Milan le 5 décembre 1972, est un compositeur, pianiste et chanteur italien, également actif en tant qu’écrivain et animateur de télévision.
Il a collaboré avec des musiciens tels que Gato Barbieri, Chick Corea, Bill Frisell, Sol Gabetta, Trilok Gurtu, Chuco Valdes, Richard Galliano, Egberto Gismonti, Lee Konitz, Bobby McFerrin, Pat Metheny, Caetano Veloso, Phil Woods et Hector Zazou, et il a enregistré plus de 15 albums avec le trompettiste Enrico Rava. Bollani s’est produit avec plusieurs orchestres symphoniques (entre autres,Filarmonica della Scala, Orchestre de l’Académie nationale Sainte-Cécile, Orchestre du Gewandhaus de Leipzig, Orchestre royal du Concertgebouw, Orchestre de Paris, Orchestre symphonique de Toronto) et avec des chefs d’orchestre tels que Riccardo Chailly, Daniel Harding, Kristjan Järvi, Zubin Mehta, Gianandrea Noseda et Antonio Pappano. Il s’est produit aussi avec des artistes pop-rock italiens et il a participé à diverses émissions de radio et de télévision, où il a joué le rôle de conducteur. 

## Biographie

### Formation
Né à Milan de Roberto Bollani, de Lombardie, et d'une mère vénitienne de Rovigo, Maddalena,, Bollani grandit à Florence, où il étude au Conservatoire Luigi Cherubini à partir de 6 ans. En 1993, il obtient son diplôme sous la supervision du maestro Antonio Caggiula. En même temps, il étudie avec Luca Flores, Mauro Grossi et Franco d'Andrea, et à 15 ans il commence à se produire au niveau professionnel. Après avoir joué pendant des tournées d’artistes pop (notamment avec Raf et Jovanotti) et après une courte expérience dans le groupe pop-rock La Forma, Bollani affirme sa personnalité sur la scène jazz à partir de la seconde moitié des années 1990.

### Années 1990
Un événement crucial pour la carrière de Bollani est la rencontre de Enrico Rava, avec lequel il commence à jouer en 1996. Ensemble, ils jouent au cours de centaines de concerts et ils enregistrent plus 15 albums, à partir de Certi angoli segreti (1998), Rava Plays Rava (1999) et Shades of Chet (1999). Pendant ces années, Bollani commence également à jouer avec certains des plus importants artistes jazz italiens : Paolo Fresu, Roberto Gatto et Enzo Pietropaoli. En 1998, il enregistre son premier album Gnòsi delle fànfole, basé sur des poèmes de Fosco Maraini, avec l’auteur-compositeur et chanteur Massimo Altomare. Dans la même année, Bollani joue pour la première fois avec le saxophoniste américain Lee Konitz dans TenderLee for Chet, et il remporte le prix des meilleurs nouveaux talents décerné par le magazine italien Musica Jazz. En 1999, il sort deux autres albums : Mambo Italiano, enregistré avec un de ses collaborateurs de confiance, le contrebassiste Ares Tavolazzi, et L’orchestra del Titanic, enregistré avec l’orchestre qui donne le nom à l’album : Antonello Salis, Riccardo Onori, Raffaello Pareti, Walter Paoli, et le même Bollani. Avec les Solisti dell’Orchestra della Toscana, il participe aussi à Passatori de l’accordéoniste français Richard Galliano.

### Années 2000
Les collaborations de Bollani au cours des premières années ne se limitent pas au jazz, mais s’étendent à des artistes italiens comme Elio, Irene Grandi, Marco Parente, Peppe Servillo, Bobo Rondelli, Banda Osiris, Bandabardò, Massimo Ranieri. En même temps, il continue à collaborer avec Enrico Rava et, ensemble, ils publient Montréal Diary/B (2001), Tati (2005, album de l’année pour l’Académie du jazz), The Third Man (2007) et New York Days (2009). En outre, Bollani participe à plusieurs albums et tournées internationales où il joue avec des musiciens tels que Gianni Basso, Gianluca Petrella, John Abercrombie, Jeff Ballard, Larry Grenadier, Paul Motian, Mark Turner, Phil Woods, Gato Barbieri et Pat Metheny. Deux collaborations remarquables ont lieu en 2003 : avec la chanteuse russe Sainkho Namtchylak (Who Stole the Sky?) et avec Hector Zazou, qui invite Bollani à jouer avec lui dans Strong Currents (les autres invités étant Laurie Anderson, Jane Birkin et Ryuichi Sakamoto).
Entre 2002 et 2006, Bollani sort 6 albums pour le label discographique français Label Bleu. Cette série commence par Les Fleurs bleues (2002), inspiré par le roman de Raymond Queneau et enregistré avec Scott Colley et Clarence Penn, et continue avec Småt Småt (2003), que le magazine anglais Mojo considère comme l’un des meilleurs albums de l’année. Concertone paraît en 2004 : c’est le premier album de Bollani enregistré avec un orchestre symphonique, notamment l’Orchestre de la Toscane, dirigé par Paolo Silvestri. En se basant sur cet album, le chorégraphe Mauro Bigonzetti conçoit un ballet pour le Ballet de Stuttgart. Dans la même année, Bollani remporte le New Star Award, conféré pour la première fois à un musicien non-américain par le magazine japonais Swing Journal. Le dernier des quatre albums, intitulé I visionari, paraît en 2006 et il est enregistré avec le groupe homonyme formé par Mirko Guerrini, Nico Gori, Ferruccio Spinetti et Cristiano Calcagnile ; il voit aussi la participation extraordinaire de Mark Feldman, Paolo Fresu et Petra Magoni (qui était la femme de Bollani à cette époque-là).
Au cours de ces mêmes années, le label japonais Venus Records publie quatre albums du “Stefano Bollani Trio”, formé avec Ares Tavolazzi à la contrebasse et Walter Paoli à la batterie : Black and Tan Fantasy (2002), Volare (2002), Falando de amor (2003), Ma l’amore no (2004) et I’m in the Mood for Love (2007). En même temps, Bollani entame une collaboration intense avec le contrebassiste Jesper Bodilsen et le batteur Morten Lund, avec lesquels il constitue le “Danish Trio”. Au cours d’une période de trois ans, le label Stunt publie Mi ritorni in mente (2003), Close to You (2004, avec la chanteuse danoise Katrine Madsen) et Gleda : Songs from Scandinavia (2005). Enfin, en 2009, ECM sort Stone in the Water.
Piano solo paraît en 2006 et le magazine italien Musica Jazz le considère le meilleur album de l’année, en nommant aussi Bollani en tant que meilleur musicien italien de l’année. En 2007, Bollani se met à l’épreuve en jouant un répertoire classique avec la Filarmonica ’900 du Teatro Regio de Turin, dirigé par Jan Latham-Koenig, et en enregistrant le Concert champêtre, Les Animaux modèles, et les Improvisations numéro 13 et 15 par Francis Poulenc. Quelques mois plus tard, il sort BollaniCarioca, où il joue avec d’importants artistes brésiliens. Dans la même année, il joue du piano dans une favela de Rio de Janeiro : seul Antônio Carlos Jobim l’avait fait avant lui. Bollani remporte le prix de jazz Hans Koller pour le meilleur musicien européen du 2007 et il est nommé parmi les 5 musiciens les plus importants de l’année par le site Internet américain All About Jazz avec Dave Brubeck, Ornette Coleman, Charles Mingus et Sonny Rollins.
À cette époque, Bollani se produit à nouveau dans la scène de la musique pop italienne, mais sa collaboration principale débute en 2009 avec le pianiste de jazz Chick Corea. Ensemble, ils partent en tournée dans plusieurs villes italiennes en se présentant comme un tout nouveau duo. L’album live Orvieto est basé sur ces performances.

### 2010 – ...
Le 15 juillet 2010, le Berklee College of Music lui attribue un diplôme universitaire honoris causa en musique et le 14 septembre l’ancien vice-président des affaires académiques de l’école, Larry Monroe, délivre le prix à Bollani au cours du festival Umbria Jazz à Pérouse, en Italie. L’album Rhapsody in Blue – Concerto in F paraît dans la même année, en comprenant trois œuvres classiques de George Gershwin jouées par l’Orchestre du Gewandhaus de Leipzig avec la direction de Riccardo Chailly : Rhapsody in Blue (dans la version pour piano et jazz band de Paul Whiteman), Concerto en fa et Rialto Ripples. L’album gagne la position numéro 8 dans les hit-parades pop, ce qui en fait le premier album de musique classique en Italie à être inclus dans le Top 10. Il remporte aussi le disque de platine après avoir vendu soixante-dix mille exemplaires.
En 2012, Bollani et Chailly jouent encore ensemble, avec l’Orchestre du Gewandhaus de Leipzig, pour enregistrer Sound of the 30s, qui comprend de grands classiques des années 1930 : Concerto en sol majeur par Maurice Ravel, Tango par Igor Stravinsky, Tango Ballad (de L’Opéra de quat’sous) et Surabaya Johnny (de la comédie musicale Happy End) par Kurt Weill, et Les Mille et Une Nuits par Victor de Sabata. Ils se produisent avec l’Orchestre de Paris, à Paris, et avec la Filarmonica della Scala, à Milan. Le concert de Milan est diffusé en direct dans les salles de cinéma d’environ 20 pays le 21 avril 2012, et enregistré sur le DVD Live at La Scala (2013) qui comprend des œuvres de George Gershwin (Catfish Row, Un Américain à Paris, Concerto en fa, Rialto Ripples), de Scott Joplin (Maple Leaf Rag) et de Joseph Kosma (Les Feuilles mortes).
Les nombreux concerts avec les orchestres symphoniques – dirigés, entre autres, par Daniel Harding, Kristian Järvi, Zubin Mehta, Gianandrea Noseda et Antonio Pappano – n’empêchent pas Bollani d’enregistrer plusieurs albums avec d’autres artistes : Big Band!, avec la NDR Bigband de Hambourg dirigé par le saxophoniste norvégien Geir Lysne (2011; ECHO Jazz Prize 2013), Irene Grandi & Stefano Bollani (2012), O que será avec Hamilton de Holanda (2013), et Sheik Yer Zappa (2014), un hommage à la musique de Frank Zappa. En 2014, Bollani joue à nouveau avec le Danish Trio en enregistrant l’album Joy in Spite of Everything avec la participation de Mark Turner et Bill Frisell, qui remporte le prix du meilleur album de l’année décerné par Musica Jazz. Le 26 septembre, Bollani reçoit un autre prix international, c’est-à-dire le JTI Trier Jazz Award.
En 2015, Bollani enregistre son premier album en tant qu'auteur-compositeur-interprète, intitulé Arrivano gli alieni. L’année suivante, il sort un nouvel album, Live from Mars, et il entame le projet Napoli Trip en jouant des hommages à la musique napolitaine avec Daniele Sepe, Nico Gori, Manu Katché, Jan Bang, Arye Henriksen, Audun Klive et Hamilton de Holanda. En 2016, Bollani participe aussi à l’album Samba de chico par Hamilton de Holanda et il joue avec Chico Buarque dans Vai trabalhar vagabundo.
En 2017, il sort l’album live Mediterraneo, enregistré dans la grande salle de la Philharmonie de Berlin, où il joue avec Jesper Bodilsen, Morten Lund, Vincent Peirani et quatorze éléments de l’Orchestre philharmonique de Berlin. Pendant le concert, arrangé et dirigé par Geir Lysne, Bollani rend hommage à de grands classiques du répertoire italien et à des musiciens tels que Monteverdi, Leoncavallo, Puccini, Rossini, Rota, Morricone et Paolo Conte. En mai 2018, Bollani sort Que bom, le premier album de son propre label discographique nommé Alobar. Cet album contient des inédits entièrement enregistrés à Rio de Janeiro et il voit la participation parmi d’autres de Caetano Veloso et João Bosco.

## Autres
Bollani a écrit et animé diverses émissions de radio et de télévision italiennes : Il Dottor Djembè (Radio Rai 3, 2006-2012), Sostiene Bollani (Rai 3, 2001 et 2013), L’importante è avere un piano (Rai 1, 2016), Via dei Matti nº0 (Rai 3, 2021 et 2022).
Il a également travaillé au théâtre, en tant que musicien-acteur et en tant que compositeur. Au cours de la saison 2015/2016, avec sa partenaire Valentina Cenni, il est co-auteur, co-metteur en scène et acteur dans la pièce La regina Dada.
Un personnage de bande dessinée qui se base sur Bollani : il est nommé Paperefano Bolletta et il paraît pour la première fois le 22 septembre 2009 dans le magazine italien Topolino.

## Publications
- La sindrome di Brontolo (2006)
- L’America di Renato Carosone (2004),
- Parliamo di musica (2013)
- Il monello, il guru, l’alchimista e altre storie di musicisti (2015).
- Il tempo della stravaganza ; sorti en mars 2025[26].

## Récompenses et distinctions

### Récompenses
- 1998 Meilleur Nouveau Talent (décerné par le magazine italien Musica Jazz)
- 2003 Prix Carosone
- 2004 New Star Award (décerné par le magazine japonais Swing Journal)
- 2006 Musicien italien de l’année (Musica Jazz)
- 2006 Piano solo album de l’année (Musica Jazz)
- 2007 Hans Koller European Jazz Prize
- 2007 Musicien de l’année (décerné par le site Internet américain All About Jazz)
- 2009 Prix Paul Acket (décerné par North Sea Jazz Festival)
- 2010 Capri Global Artist Award
- 2010 Musicien de l’année (Musica Jazz)
- 2011 Prix Fiorentini nel mondo
- 2011 Los Angeles Excellence Award
- 2012 Prix Milano per la musica
- 2013 ECHO Jazz Prize à Big Band! (album de l’année pour la catégorie “Big Band”)
- 2014 JTI Trier Jazz Award
- 2014 Joy in Spite of Everything album de l’année (Musica Jazz)
- 2019 Prix Monini “Una finestra sui due mondi”
- 2021 Ruban d'argent de la meilleure musique de film pour Carosello Carosone
- 2021 Prix Flaiano pour la meilleure émission culturelle de télévision : Via dei Matti nº0
- 2021 Prix Tenco à la carrière
- 2022 Soundtrack Stars Award, prix de la critique – Mostra de Venise 2022
- 2023 Meilleure musique pour le film Il Pataffio au Festival du Film de la Ville de Spello
- 2023 Prix Lucques Classica
- 2023 David di Donatello pour la meilleure bande originale du film Il Pataffio
- 2023 Nomination pour la meilleure bande originale Nastri d'argento pour le film Il Pataffio

### Distinctions
- 2008 Gonfalone d’argento (décerné par la région Toscane)
- 2010 Diplôme universitaire honoris causa en musique décerné par le Berklee College of Music
- 2016 Ordre du Mérite de la République italienne – Classe : Commandeur
- Membre honoraire de l’Institut Italien de 'Pataphysique

## Discographie sélective
- Gnòsi delle fanfole (Sonica, 1998)
- L’orchestra del Titanic (Via Veneto Jazz, 1999)
- Mambo italiano (Philology, 1999)
- The Macerata Concert (Philology, 2000)
- Abbassa la tua radio (Ermitage, 2000)
- Il cielo da quaggiù (Via Veneto Jazz, 2001)
- Black and Tan Fantasy (Venus, 2002)
- Les fleurs bleues (Label Bleu, 2002)
- Volare (Venus, 2002)
- Falando de amor (Venus, 2003)
- Mi ritorni in mente (Stunt, 2003)
- Småt Småt (Label Bleu, 2003)
- Concertone (Label Bleu, 2004)
- Ma l’amore no (Venus, 2004)
- Gleda (Stunt, 2005)
- I visionari (Label Bleu, 2006)
- Piano solo (ECM, 2006)
- Francis Poulenc: Les Animaux modèles; Concert champêtre pour piano et orchestre; Improvisations 13, 15 (Avie, 2007)
- I’m in the Mood for Love (Venus, 2007)
- BollaniCarioca (Universal Music, 2008)
- Stone in the Water (ECM, 2009)
- Gershwin: Rhapsody in Blue, Concerto in F (Decca, 2010)
- Big Band! (Verve, 2011)
- Orvieto (en) (ECM, 2011) avec Chick Corea
- Sounds of the '30s (Decca, 2012)
- Irene Grandi & Stefano Bollani (Carosello, 2012)
- O que serà (ECM, 2013)
- Joy in Spite of Everything (ECM, 2014)
- Sheik Yer Zappa  (Decca, 2014)
- Arrivano gli alieni (Decca, 2015)
- Live from Mars (Gruppo Editoriale L’Espresso, 2016)
- Napoli Trip (Decca, 2016)
- Mediterraneo (ACT, 2017)
- Que bom (Alobar, 2018)
- The Music of Sasha Argov: Live in Tel Aviv (Alobar, 2019)
- Piano Variations on Jesus Christ Superstar (Alobar, 2020)
- El Chakracanta: Live in Buenos Aires (Alobar, 2021) avec Orquesta Sin Fin
- Via dei Matti nº0 (Sony Music, 2022) avec Valentina Cenni
- Blooming (Sony Music, 2023)
- 18 Preludi per pianoforte - Universal Music Italia
- Jazz at Berlin Philarmonic XV - ACT Music + Vision GmbH & Co.KG avec Iiro Rantala

### Musique de film
- Carosello Carosone (Universal, 2021) – Ruban d'argent de la meilleure musique de film
- Il pataffio (BMG, 2022)
- Essere oro (Alobar, Vivo film, 2022)
- Marcel et Monsieur Pagnol (film di Sylvain Chomet) (2025)